# KFC Komárno
Il KFC Komárno, nome esteso Komárňanský futbalový club, è una società calcistica slovacca. Gioca nella Superliga del campionato slovacco e ha preso parte anche al torneo della Slovenský Pohár (Coppa di Slovacchia). Negli anni passati ha giocato nel campionato cecoslovacco e nel campionato ungherese.

## Storia
Fu fondata il 29 aprile 1900 a Komárom, in territorio ungherese, successivamente vi fu un'annessione delle terre settentrionali e dunque la squadra diventò della Cecoslovacchia, per poi passare nel 1993 alla Slovacchia. I colori sono il viola e il bianco e il motto della squadra è Kedv, Kitartás, Küzdelem infatti  è possibile vedere nel logo della squadra K.K.K.  Si tratta della squadra più antica slovacca ancora attiva.
Inizialmente viene fondata con il nome Komáromi Labdarúgó Társaság e due anni dopo viene cambiato in Komáromi Football Club (KFC). La sua prima partita è del 29 luglio 1900 ed è stata disputata contro il Budapest Kistétény.
Attualmente gioca nella 1. Slovenská Futbalová Liga del campionato slovacco e ha preso parte anche al torneo della Slovenský Pohár (Coppa di Slovacchia). Negli anni passati ha giocato nel campionato cecoslovacco dove ha gareggiato nella "1. slovenská národní fotbalová liga", "Slovenská fotbalová divize" e "2. slovenská národní fotbalová liga". Ancor prima ha giocato nel campionato ungherese nella Nemzeti Bajnokság II e Nemzeti Bajnokság III.
Le partite casalinghe del KFC Komárno vengono giocate al Mestský štadión Komárno di Komárno, con capienza 13200 spettatori.

## Palmarès

### Competizioni nazionali
- 2. Liga (Slovacchia): 1

2023-2024

## Organico

### Rosa 2022-2023
Rosa e numerazione aggiornate al 30 gennaio 2023.
| N. |                       | Ruolo | Calciatore      |
| -- | --------------------- | ----- | --------------- |
| 1  | Slovacchia (bandiera) | P     | Miloslav Bréda  |
| 2  | Nigeria (bandiera)    | D     | Stephen Adayilo |
| 3  | Slovacchia (bandiera) | D     | Martin Šimko    |
| 4  | Slovacchia (bandiera) | D     | Kornel Saláta   |
| 5  | Slovacchia (bandiera) | D     | Dominik Špiriak |
| 6  | Rep. Ceca (bandiera)  | C     | Dan Ožvolda     |
| 7  | Slovacchia (bandiera) | C     | Jozef Pastorek  |
| 8  | Slovacchia (bandiera) | D     | Šimon Šmehýl    |
| 9  | Slovacchia (bandiera) | A     | Gábor Tóth      |
| 10 | Slovacchia (bandiera) | C     | Tamás Németh    |
| 10 | Slovacchia (bandiera) | C     | Goran Matic     |
| 11 | Slovacchia (bandiera) | C     | Michal Horodník |

| N. |                       | Ruolo | Calciatore        |
| -- | --------------------- | ----- | ----------------- |
| 14 | Slovacchia (bandiera) | C     | Boris Druga       |
| 15 | Slovacchia (bandiera) | A     | András Mészáros   |
| 17 | Camerun (bandiera)    | A     | Christian Bayemi  |
| 19 | Slovacchia (bandiera) | D     | Ladislav Szöcs    |
| 20 | Slovacchia (bandiera) | C     | Andras Meszaros   |
| 21 | Slovacchia (bandiera) | C     | Peter Štepanovský |
| 35 | Ungheria (bandiera)   | P     | László Laky       |
| 73 | Mongolia (bandiera)   | C     | Ganbold Ganbayar  |
| 77 | Slovacchia (bandiera) | C     | Miroslav Antal    |
| 80 | Ungheria (bandiera)   | A     | Benedek Kalmár    |
| 97 | Slovacchia (bandiera) | D     | Patrik Šurnovský  |
| 99 | Slovacchia (bandiera) | A     | Matej Chorvát     |

## Campionati di calcio
Di seguito sono riportati i campionati di calcio con le relative edizioni a cui ha preso parte:

### Campionato ungherese
- Vidéki bajnokság 1918-1919
- Nemzeti Bajnokság II 1939-1940
- Nemzeti Bajnokság III 1940-1941
- Északdunántúli kerület 1941-1942
- Nemzeti Bajnokság III 1942-1943
- Nemzeti Bajnokság III 1943-1944

### Campionato cecoslovacco
- Slovenská fotbalová divize 1975/1976
- Slovenská fotbalová divize 1976/1977
- 1. slovenská národní fotbalová liga 1977/1978
- Slovenská fotbalová divize 1978/1979
- Slovenská fotbalová divize 1979/1980
- Slovenská fotbalová divize 1980/1981
- 2. slovenská národní fotbalová liga 1981/1982
- 2. slovenská národní fotbalová liga 1982/1983
- 2. slovenská národní fotbalová liga 1983/1984
- 2. slovenská národní fotbalová liga 1984/1985
- 2. slovenská národní fotbalová liga 1985/1986
- Slovenská fotbalová divize 1987/1988
- Slovenská fotbalová divize 1988/1989
- Slovenská fotbalová divize 1989/1990
- Slovenská fotbalová divize 1990/1991
- Slovenská fotbalová divize 1991/1992
- Slovenská fotbalová divize 1992/1993

### Campionato slovacco

#### 4. Liga (Slovakia)
- 4. Liga (Slovakia) 1993–1994
- 4. Liga (Slovakia) 2001–2002
- 4. Liga (Slovakia) 2011–2012
- 4. Liga (Slovakia) 2012–2013

#### 3. Liga (Slovacchia)
- 3. Liga (Slovakia) 1994–1995
- 3. Liga (Slovakia) 1995–1996
- 3. Liga (Slovakia) 1996–1997
- 3. Liga (Slovakia) 1997–1998
- 3. Liga (Slovakia) 1999–2000
- 3. Liga (Slovakia) 2013–2014
- 3. Liga (Slovakia) 2014–2015
- 3. Liga (Slovakia) 2015–2016
- 3. Liga (Slovakia) 2016–2017

#### 1. Slovenská Futbalová Liga
- 1. Slovenská Futbalová Liga 2017-2018
- 1. Slovenská Futbalová Liga 2018-2019
- 1. Slovenská Futbalová Liga 2019-2020
- 1. Slovenská Futbalová Liga 2020-2021
- 1. Slovenská Futbalová Liga 2021-2022
- 1. Slovenská Futbalová Liga 2022-2023

#### Slovenský Pohár (Coppa di Slovacchia)
- Slovenský Pohár 2014-2015
- Slovenský Pohár 2015-2016
- Slovenský Pohár 2016-2017
- Slovenský Pohár 2017-2018
- Slovenský Pohár 2018-2019
- Slovenský Pohár 2019-2020
- Slovenský Pohár 2020-2021
- Slovenský Pohár 2021-2022
- Slovenský Pohár 2022-2023
- Slovenský Pohár 2023-2024

## Variazione del nome
Di seguito sono riportati i nomi assunti dalla squadra compresi i nomi estesi.
- 1900-1902 - Komáromi LT (Komáromi Labdarúgó Társaság)
- 1902-1945 - Komáromi FC (Komáromi Football Club)
- 1945-19?? - ŠK Sokol Železničiar Komárno (Športový klub Sokol Železničiar Komárno)
- 19??-19?? - Slovan MNV Komárno
- 1951-1951 - TJ Sokol Škoda Komárno (Telovýchovná jednota Sokol Škoda Komárno)
- 1952-1984 - TJ Spartak Komárno (Telovýchovná jednota Spartak Komárno)
- 1984-1990 - TJ Spartak ZŤS Komárno (Telovýchovná jednota Spartak Závody ťažkého strojárstva Komárno)
- 1990-???? - KFC Komárno (Komárňanský futbalový club Komárno)
- ????-2002 - FK 1899 Komárno (Futbalový klub 1899 Komárno)
- 2002-2007 - KFC Majorka Komárno (Komárňanský futbalový club Majorka Komárno)
- 2007-presente - KFC Komárno (Komárňanský futbalový club Komárno)